# Запетая
 Тази статия е за препинателния знак.  За математическия знак вижте Десетична запетая.  
Запетая, или често умалително запетайка, е препинателен знак, използван в повечето писмени езици. Знакът за запетая е (,).

## Правила за използване на запетая в българския език

### Запетая в простото изречение
- При безсъюзно свързване на еднородни части.

П р и м е р:
Той помилва нейната мека, блестяща, красива коса.
- При свързване на обособени части в изречението.

П р и м е р и:
Изморена и огладняла, тя се запъти към къщи.
Народът, глупав и сляп, се подлъга от мистичното му учение.
- Ако след обособената част стои съюзът и, също се пише запетая.

П р и м е р:
Доматите, узрели и червени, и краставиците са чудесни съставки за салата.
- При употреба на вметнати части.

П р и м е р:
Там, разбира се, е много по-топло.
Не се отделят със запетая думи и изрази, които са само вметнати (наистина, очевидно, може би, според мен, следователно, разбира се, вярно, вероятно, както казахте, честно казано, като че ли, за съжаление, по всяка вероятност, все още, от една страна, общо взето, всъщност, първо, второ, за жалост, за щастие, да речем, знаете, изобщо, например и др.)
- При наличие на повтарящи се части.

П р и м е р:
На плажа, докъдето ти поглед стигне, се виждаха чадъри, чадъри, чадъри, но нито един шезлонг!
- При обръщения.

П р и м е р:
А ти, скъпа, знаеш ли колко те обичам!
- При междуметия.

П р и м е р:
Ах, жестоко е това място!

### Запетая в сложното изречение
- При безсъюзно свързване на прости изречения.

П р и м е р:
Изведнъж спря да вали, слънцето пекна, птичките запяха.
- При свързване на простите изречения в състава на сложното чрез съюзи.

П р и м е р:
Много искам да дойда, но не знам дали ще успея.
Запетая се пише:
- Преди, след и от двете страни на обособени части, обръщения, вметнати думи, подчинени определителни изречения.
- Пред целите съюзи без да, за да, преди да.
- Пред „да“, ако е употребено със значение „ако“ или „за да“. П р и м е р и: Старецът излезе тихо, да не го усетят кучетата. Изпъждах я, да беше друга.
- Пред относителни местоимения (когото, който, където, когато, както).
- Само пред първия от два последователни съюза, когато той е едносричен (че ако, но за да).
- Пред всеки от многосричните последователни съюзи (защото, където). Изключение: не се пише запетая между „както“ и „когато“. П р и м е р: Пак се усетиха съюзници, както когато се биеха рамо до рамо на фронта.
- Пред съчинителните съюзи и и или, когато са повторени. П р и м е р: Трябва и да гледаш, и да слушаш. Изключение: Не се пише запетая, ако съюзите свързват различни структури. П р и м е р: Ще купя цветя и бонбони и ще я посетя. В това изречение първият съюз свързва еднородни части („цветя и бонбони“), вторият свързва две прости изречения („ще купя и ще посетя“).
- Пред другите прости съчинителни съюзи (а, ала, обаче);
- Пред сложните съчинителни съюзи (ту-ту, нито-нито, или-или, дали-или) запетая се пише само пред втората част от съюза. П р и м е р и: Той ту се оглеждаше, ту се ослушваше. Нито ще скачам, нито ще играя. Изключение: Не се пише запетая пред „или“ в съчетанието дали – или не. П р и м е р: Тази стока се конфискува, независимо дали вносът е деклариран или не.
- Пред подчинителните съюзи и съюзни думи (който, че, където, ако, чийто) обикновено се пише запетая. Съюзът да прави изключение: пред него не се пише запетая (Искам да ме приемат в Немската гимназия.) Когато обаче пред него е употребена думата това, запетая се пише (Искам именно това, да ме приемат в Немската гимназия.);
- При сложното смесено изречение запетая се пише пред първия от съюзите с общо ударение (Тръгвам, и за да не закъснея, ще взема такси). Когато не се произнасят с общо ударение, се пише запетая (Ще взема такси, защото, когато разчитам на автобуса, закъснявам.)

Запетая не се пише:
- пред въпросителна дума: как, защо, кого, къде, чии;
- когато пред относителното местоимение има дума като: само, едва, чак, именно, тъкмо, даже, може би, сигурно, точно
- пред отрицателната частица не в съчетание с относително местоимение (не защото, не когато)
- когато пред някой от подчинителните съюзи са употребени думите само, дори, именно, особено, едва, тъкмо, точно (Ще дойда дори ако не ме поканят. Ще си тръгна само когато съм сигурен, че съм си свършил работата.)

## Други употреби
В много държави запетаята се използва и като десетичен знак (в други за тази цел се използва точката).
Кодът на запетаята в уникод е 0x002C.
В езиците за програмиране запетаята се използва при изброяване на аргументите на функция, елементите на масиви и други.
На компютърните клавиатури запетаята се набира по два начина:
1. С клавиш от основния блок на клавиатурата (различен в зависимост от избраната клавиатурна подредба).
2. С клавиша за десетичен знак (клавиша   Del  от цифровия блок), когато въвеждането на цифри е включено (чрез клавиша   Num Lock ) и се използва например стандартната българска клавиатурна подредба.

В подредбите от бившия Съветски съюз запетаята в основния блок на клавиатурата е в горния регистър (трябва да се натисне клавиша   ⇧ Shift ). Съществува мнение, че поставянето ѝ там е нецелесъобразно.